# خواهران خورشید
خواهران خورشید (فرانسوی: Les Soeurs Soleil‎) یک فیلم در ژانر کمدی به کارگردانی جین‌نات وارک است که در سال ۱۹۹۷ منتشر شد.

## بازیگران
- مری-ان شزل
- کلمانتین سلاریه
- تیری لرمیت
- ادرین لستر
- برنارد فارسی
- کریستین کلاویه
- ایزابل کاره
- ژان رنو
- اریک پرات